# 前538年
| 千纪： | 前1千纪 |
| 世纪： | 前7世纪 \| 前6世纪 \| 前5世纪 |
| 年代： | 前560年代 \| 前550年代 \| 前540年代 \| 前530年代 \| 前520年代 \| 前510年代 \| 前500年代 |
| 年份： | 前543年 \| 前542年 \| 前541年 \| 前540年 \| 前539年 \| 前538年 \| 前537年 \| 前536年 \| 前535年 \| 前534年 \| 前533年                                                                        |
| 纪年： | 周景王七年 魯昭公四年 齐景公十年 晋平公二十年 秦景公三十九年 宋平公三十八年 楚灵王三年 卫襄公六年 陈哀公三十一年 蔡灵侯五年 曹武公十七年 郑简公二十八年 燕惠公七年 吴王馀眛六年 杞文公十二年 |

## 大事记
- 波斯帝國阿契美尼德王朝居魯士二世（前549年至前529年在位）征服新巴比倫王國，釋放巴比倫囚虜。
- 楚靈王與諸侯盟會,以征伐吳國朱方縣,爲了誅懲齊慶封。吳國也攻楚國,佔領楚國三個城邑后離開。
- 允常繼位為第二任越國君主。

## 逝世
- 慶封，中国春秋时期齐国政治人物，齐桓公曾孙，庆克之子。
- 夫譚，中国春秋时期第一任越國君主。